# Campylenchia
Campylenchia ist eine Gattung der Buckelzirpen, die in der Neotropis und Nearktis (Süd-, Mittel- und Nordamerika) vorkommt. Es sind fünf Arten bekannt, von denen zwei, C. curvata und C. latipes auch in den USA vorkommen.

## Merkmale
Die Campylenchia-Zirpen sind hell- oder dunkelbraun gefärbt, manchmal mit einem grauen Schimmer, manchmal fast schwarz. Ihr Pronotum ist nach vorne durch einen auffälligen nach oben gerichteten Fortsatz charakterisiert. Dieser Fortsatz ist flach (seitlich kompress) und kann unterschiedlich lang und gebogen sein. Dorsal geht dieser Fortsatz nach hinten gleichmäßig in den nach hinten gerichteten Fortsatz über. Das Pronotum insgesamt ist grob punktiert, mit einem scharfen dorsalen Kiel und teilweise mit Längsleisten. Der Kopf ist länger als der Abstand zwischen den Augen. Im Vorderflügel sind fünf Apikalzellen und zwei Diskoidalzellen ausgebildet. Die Tibien der Vorderbeine und der Mittelbeine sind abgeflacht. Die Arten von Campylenchia sind ca. 8 bis 10 mm lang.

## Lebensweise
Die Weibchen legen ihre Eier in Gruppen an Zweigen und bewachen ihre Gelege. Sowohl Larven als auch adulte Campylenchia-Zikaden werden von Ameisen der Gattungen Azteca und Ectatomma besucht. Als Wirtspflanzen gelten grundsätzlich Asteraceae und Fabaceae.

## Systematik
Die Gattung wurde 1869 durch den schwedischen Entomologen Carl Stål aufgestellt. Nach einer Revision von 2014 sollten die Arten der Gattung Campylenchia eigentlich zur Gattung Enchenopa gerechnet werden. Allerdings folgen die meisten Wissenschaftler offensichtlich nicht dieser Neugliederung (siehe Enchenopa). Die Zirpen sind ähnlich wie die Arten der nahe verwandten Gattung Enchophyllum.
Innerhalb der Gattung werden fünf Arten unterschieden:
- Campylenchia curvata (Fabricius, 1803)
- Campylenchia hastata (Fabricius, 1787)
- Campylenchia latipes (Say, 1824)
- Campylenchia minans Fairmaire
- Campylenchia tatei Goding